# أنتوني ألوين فرناندس باريتو
أنتوني ألوين فرناندس باريتو (بالإنجليزية: Anthony Alwyn Fernandes Barreto)‏ هو كاهن كاثوليكي هندي، ولد في 22 ديسمبر 1952 في Roman Catholic Archdiocese of Goa and Daman ‏ في الهند.